# Pièces de monnaie croates
Les pièces de monnaie croates sont une des représentations physiques, avec les billets de banque, de la monnaie de la république de Croatie.

## Les unités monétaires qui ont circulé en Croatie
L'État indépendant de Croatie (Nezavisna Država Hrvatska) a utilisé la kuna comme moyen de paiement de 1941 à 1945. À l'époque, la kuna est divisée en 100 banica. De 1945 à 1991, la Croatie est un État fédéré au sein de la république fédérative socialiste de Yougoslavie et utilise donc le dinar yougoslave, divisé en 100 para.
Après son indépendance en 1991, le dinar croate devient la devise de la république de Croatie du 23 décembre 1991 au 1er juin 1994. La kuna, divisée en 100 lipa, remplace le dinar le 30 mai 1994 au taux de 1 kuna pour 1000 dinars. La Croatie adopte l'euro le 1er janvier 2023.

## Les pièces de monnaie de Croatie

### Kuna de l'État indépendant de Croatie (1941-1945)
À la suite de l'invasion de la Yougoslavie par les forces de l'Axe, l'État indépendant de Croatie est proclamé et la kuna croate est introduite comme unité monétaire du nouvel État le 26 juillet 1941. La kuna étant divisée en 100 banica.
La kuna croate remplace à parité le dinar yougoslave, unité du royaume de Yougoslavie, avec un taux de 20 kuna pour un Reichsmark. L'évolution du cours de la kuna est la suivante :
- 31 décembre 1941 - 25.00 Kn = 1 RM
- 31 décembre 1942 - 37.50 Kn = 1 RM
- 31 décembre 1943 - 40.00 Kn = 1 RM
- 31 décembre 1944 - 80.00 Kn = 1 RM
- 6 mai 1945 - 120.00 Kn = 1 RM

La kuna a été retirée de la circulation du 30 juin au 9 juillet 1945 pour être remplacée par le dinar yougoslave au taux de 40 kuna = 1 dinar à la suite de l'intégration de l'État fédéré de Croatie (Federalna Drazava Hrvatska) au sein de la Yougoslavie fédérale
Des pièces de 1 et 2 kuna ont été frappées en 1941, mais seule la pièce de 2 kune a réellement circulé. La pièce de 1 kuna est extrêmement rare.
| \| 1 kuna \| | \| 1 kuna \| | \| 1 kuna \|                                            | \| 1 kuna \|                                            | \| 1 kuna \| |
| --- | --- | ------------------------------------------------------- | ------------------------------------------------------- | ------------ |
| | |                                                         |                                                         |              |
| Avers : le blason de l'État indépendant de Croatie surmonté du symbole des Oustachis, un U majuscule entouré de la légende NEZAVISNA DRZAVA HRVATSKA | Avers : le blason de l'État indépendant de Croatie surmonté du symbole des Oustachis, un U majuscule entouré de la légende NEZAVISNA DRZAVA HRVATSKA | Revers : la valeur nominale 1 KUNA et le millésime 1941 | Revers : la valeur nominale 1 KUNA et le millésime 1941 |              |
| Masse 1,45 g | Alliage Zinc | Diamètre 17 mm                                          | Épaisseur                                               |              |
| Artiste(s) | Artiste(s) | Tranche lisse                                           | Tranche lisse                                           |              |
| Millésimes 1941 | |                                                         |                                                         |              |
| | |                                                         |                                                         |              |
| Remarques – Excessivement rare (connue à moins de 5 exemplaires)                                                                                     | |                                                         |                                                         |              |
| 1 kuna | |                                                         |                                                         |              |

| \| 2 kune \| | \| 2 kune \| | \| 2 kune \|                                            | \| 2 kune \|                                            | \| 2 kune \| |
| --- | --- | ------------------------------------------------------- | ------------------------------------------------------- | ------------ |
| | |                                                         |                                                         |              |
| Avers : le blason de l'État indépendant de Croatie surmonté du symbole des Oustachis, un U majuscule entouré de la légende NEZAVISNA DRZAVA HRVATSKA | Avers : le blason de l'État indépendant de Croatie surmonté du symbole des Oustachis, un U majuscule entouré de la légende NEZAVISNA DRZAVA HRVATSKA | Revers : la valeur nominale 2 KUNE et le millésime 1941 | Revers : la valeur nominale 2 KUNE et le millésime 1941 |              |
| Masse 2,26 g | Alliage Zinc | Diamètre 19,10 mm                                       | Épaisseur                                               |              |
| Artiste(s) | Artiste(s) | Tranche lisse                                           | Tranche lisse                                           |              |
| Millésimes 1941 | |                                                         |                                                         |              |
| 2 kune | |                                                         |                                                         |              |

Une pièce commémorative de 500 kuna a également été frappée en 1941. En outre, plusieurs essais (patterns) ont aussi été produits à la même période.

### Kuna de la République de Croatie (1994-2022)
En 1991, à la suite des premières élections de 1990, la république de Croatie déclare son indépendance de la république fédérative socialiste de Yougoslavie.
Dès 1993, la Banque nationale de Croatie met en circulation une série de 9 pièces (1, 2, 5, 10, 20 et 50 lipas et 1, 2 et 5 kunas). Elles sont frappées par la Monnaie de Croatie.
Toutes les pièces de la série portent la mention du pays émetteur REPUBLIKA HRVATSKA (République de Croatie) et le blason de la république de Croatie  sur le revers. L'avers présente le motif d'une espèce végétale (pour les pièces en lipas) ou animale (pour les pièces en  kunas) vivant en Croatie à côté de l'année de frappe. La légende de l'avers, donnant le nom de l'espèce représentée, est en croate les années impaires et en latin les années paires,. « Kuna » signifiant « martre » et « lipa » signifiant « tilleul », on retrouve naturellement une martre sur les pièces en kuna et des feuilles de tilleul sur les pièces en lipa.
| \| 1 lipa \|                                                                                           | \| 1 lipa \|                                                                                           | \| 1 lipa \| | \| 1 lipa \| | \| 1 lipa \| |
| --- | --- | --- | --- | ------------ |
| | | | |              |
| Avers : Deux épis de maïs entourés de la mention KUKURUZ (croate) ou ZEA MAYS (latin) et du millésime. | Avers : Deux épis de maïs entourés de la mention KUKURUZ (croate) ou ZEA MAYS (latin) et du millésime. | Revers : La valeur nominale 1 lipa sur deux feuilles de tilleul, au-dessus du blason national et la mention REPUBLIKA HRVATSKA. | Revers : La valeur nominale 1 lipa sur deux feuilles de tilleul, au-dessus du blason national et la mention REPUBLIKA HRVATSKA. |              |
| Masse 0,7 g                                                                                            | Alliage Al 98 % Mg 2 %                                                                                 | Diamètre 17,0 mm | Épaisseur |              |
| Artiste(s) Kuzma Kovačić                                                                               | Artiste(s) Kuzma Kovačić                                                                               | Tranche | Tranche |              |
| Millésimes 1993 - 2022                                                                                 | | | |              |
| 1 lipa                                                                                                 | | | |              |

| \| 2 lipe \| | \| 2 lipe \| | \| 2 lipe \| | \| 2 lipe \| | \| 2 lipe \| |
| --- | --- | --- | --- | ------------ |
| | | | |              |
| Avers : Des feuilles de vigne commune entourées de la mention VINOVA LOZA (croate) ou VITIS VINIFERA (latin) et du millésime. | Avers : Des feuilles de vigne commune entourées de la mention VINOVA LOZA (croate) ou VITIS VINIFERA (latin) et du millésime. | Revers : La valeur nominale 2 LIPE sur deux feuilles de tilleul, au-dessus du blason national et la mention REPUBLIKA HRVATSKA. | Revers : La valeur nominale 2 LIPE sur deux feuilles de tilleul, au-dessus du blason national et la mention REPUBLIKA HRVATSKA. |              |
| Masse 0,92 g | Alliage Al 98 % Mg 2 % | Diamètre 17,0 mm | Épaisseur |              |
| Artiste(s) Kuzma Kovačić | Artiste(s) Kuzma Kovačić | Tranche | Tranche |              |
| Millésimes 1993 - 2022 | | | |              |
| 2 lipe | | | |              |

| \| 5 lipe \| | \| 5 lipe \| | \| 5 lipe \| | \| 5 lipe \| | \| 5 lipe \| |
| --- | --- | --- | --- | ------------ |
| | | | |              |
| Avers : Des feuilles de chêne entourées de la mention HRAST LUŽNJAK (croate) ou QUERCUS ROBUR (latin) et du millésime. | Avers : Des feuilles de chêne entourées de la mention HRAST LUŽNJAK (croate) ou QUERCUS ROBUR (latin) et du millésime. | Revers : La valeur nominale 5 LIPA sur deux feuilles de tilleul, au-dessus du blason national et la mention REPUBLIKA HRVATSKA. | Revers : La valeur nominale 5 LIPA sur deux feuilles de tilleul, au-dessus du blason national et la mention REPUBLIKA HRVATSKA. |              |
| Masse 2.50 g | Alliage Acier plaqué laiton                                                                                            | Diamètre 18,0 mm | Épaisseur |              |
| Artiste(s) Kuzma Kovačić                                                                                               | Artiste(s) Kuzma Kovačić                                                                                               | Tranche | Tranche |              |
| Millésimes 1993 - 2022                                                                                                 | | | |              |
| 5 lipe | | | |              |

| \| 10 lipa \| | \| 10 lipa \| | \| 10 lipa \| | \| 10 lipa \| | \| 10 lipa \| |
| --- | --- | --- | --- | ------------- |
| Avers et revers                                                                                                  | | | |               |
| Avers : Une feuille de tabac entourée de la mention DUHAN (croate) ou NICOTIANA TABACUM (latin) et du millésime. | Avers : Une feuille de tabac entourée de la mention DUHAN (croate) ou NICOTIANA TABACUM (latin) et du millésime. | Revers : La valeur nominale 10 LIPA sur deux feuilles de tilleul, au-dessus du blason national et la mention REPUBLIKA HRVATSKA. | Revers : La valeur nominale 10 LIPA sur deux feuilles de tilleul, au-dessus du blason national et la mention REPUBLIKA HRVATSKA. |               |
| Masse 3,20 g | Alliage Acier plaqué laiton                                                                                      | Diamètre 20,0 mm | Épaisseur |               |
| Artiste(s) Kuzma Kovačić                                                                                         | Artiste(s) Kuzma Kovačić                                                                                         | Tranche | Tranche |               |
| Millésimes 1993 - 2022                                                                                           | | | |               |
| 10 lipa | | | |               |

| \| 20 lipa \|                                                                                            | \| 20 lipa \|                                                                                            | \| 20 lipa \| | \| 20 lipa \| | \| 20 lipa \| |
| --- | --- | --- | --- | ------------- |
| | | | |               |
| Avers : Une branche d'olivier avec la mention MASLINA (croate) ou OLEA EUROPAEA (latin) et du millésime. | Avers : Une branche d'olivier avec la mention MASLINA (croate) ou OLEA EUROPAEA (latin) et du millésime. | Revers : La valeur nominale 20 LIPA sur deux feuilles de tilleul, au-dessus du blason national et la mention REPUBLIKA HRVATSKA. | Revers : La valeur nominale 20 LIPA sur deux feuilles de tilleul, au-dessus du blason national et la mention REPUBLIKA HRVATSKA. |               |
| Masse 2,90 g                                                                                             | Alliage Acier plaqué nickel                                                                              | Diamètre 18,5 mm | Épaisseur |               |
| Artiste(s) Kuzma Kovačić                                                                                 | Artiste(s) Kuzma Kovačić                                                                                 | Tranche | Tranche |               |
| Millésimes 1993 - 2022                                                                                   | | | |               |
| 20 lipa                                                                                                  | | | |               |

| \| 50 lipa \| | \| 50 lipa \| | \| 50 lipa \| | \| 50 lipa \| | \| 50 lipa \| |
| --- | --- | --- | --- | ------------- |
| Avers et revers | | | |               |
| Avers : Une branche de degenia velebitica entourée de la mention VELEBITSKA DEGENIJA (croate) ou DEGENIA VELEBITICA (latin) et du millésime. | Avers : Une branche de degenia velebitica entourée de la mention VELEBITSKA DEGENIJA (croate) ou DEGENIA VELEBITICA (latin) et du millésime. | Revers : La valeur nominale 50 LIPA sur deux feuilles de tilleul, au-dessus du blason national et la mention REPUBLIKA HRVATSKA. | Revers : La valeur nominale 50 LIPA sur deux feuilles de tilleul, au-dessus du blason national et la mention REPUBLIKA HRVATSKA. |               |
| Masse 3,65 g | Alliage Acier plaqué nickel | Diamètre 20,5 mm | Épaisseur |               |
| Artiste(s) Kuzma Kovačić | Artiste(s) Kuzma Kovačić | Tranche | Tranche |               |
| Millésimes 1993 - 2022 | | | |               |
| 50 lipa | | | |               |

| \| 1 kuna \| | \| 1 kuna \| | \| 1 kuna \| | \| 1 kuna \| | \| 1 kuna \| |
| --- | --- | --- | --- | ------------ |
| Avers et revers | | | |              |
| Avers : Un rossignol philomèle entouré de la mention SLAVUJ (croate) ou LUSCINIA MEGARHYNCHOS (latin) et du millésime. | Avers : Un rossignol philomèle entouré de la mention SLAVUJ (croate) ou LUSCINIA MEGARHYNCHOS (latin) et du millésime. | Revers : La valeur nominale 1 KUNA sur une marte, au-dessus du blason national et la mention REPUBLIKA HRVATSKA. | Revers : La valeur nominale 1 KUNA sur une marte, au-dessus du blason national et la mention REPUBLIKA HRVATSKA. |              |
| Masse 5 g | Alliage 65 % Cu 23,2 % Ni 11,8 % Zn                                                                                    | Diamètre 22,5 mm                                                                                                 | Épaisseur |              |
| Artiste(s) Kuzma Kovačić                                                                                               | Artiste(s) Kuzma Kovačić                                                                                               | Tranche | Tranche |              |
| Millésimes 1993 - 2022                                                                                                 | | | |              |
| 1 kuna | | | |              |

| \| 2 kune \|                                                                                    | \| 2 kune \|                                                                                    | \| 2 kune \| | \| 2 kune \| | \| 2 kune \| |
| ----------------------------------------------------------------------------------------------- | ----------------------------------------------------------------------------------------------- | --- | --- | ------------ |
|                                                                                                 |                                                                                                 | | |              |
| Avers : Un thon entouré de la mention TUNJ (croate) ou THUNNUS THYNNUS (latin) et du millésime. | Avers : Un thon entouré de la mention TUNJ (croate) ou THUNNUS THYNNUS (latin) et du millésime. | Revers : La valeur nominale 2 KUNE sur une marte, au-dessus du blason national et la mention REPUBLIKA HRVATSKA. | Revers : La valeur nominale 2 KUNE sur une marte, au-dessus du blason national et la mention REPUBLIKA HRVATSKA. |              |
| Masse 6,20 g                                                                                    | Alliage 65 % Cu 23,2 % Ni 11,8 % Zn                                                             | Diamètre 24,5 mm                                                                                                 | Épaisseur |              |
| Artiste(s) Kuzma Kovačić                                                                        | Artiste(s) Kuzma Kovačić                                                                        | Tranche | Tranche |              |
| Millésimes 1993 - 2022                                                                          |                                                                                                 | | |              |
| 2 kune                                                                                          |                                                                                                 | | |              |

| \| 5 kuna \|                                                                                              | \| 5 kuna \|                                                                                              | \| 5 kuna \| | \| 5 kuna \| | \| 5 kuna \| |
| --- | --- | --- | --- | ------------ |
| | | | |              |
| Avers : Un ours brun entouré de la mention MRKI MEDVJED (croate) ou URSUS ARCTOS (latin) et du millésime. | Avers : Un ours brun entouré de la mention MRKI MEDVJED (croate) ou URSUS ARCTOS (latin) et du millésime. | Revers : La valeur nominale 5 KUNA sur une marte, au-dessus du blason national et la mention REPUBLIKA HRVATSKA. | Revers : La valeur nominale 5 KUNA sur une marte, au-dessus du blason national et la mention REPUBLIKA HRVATSKA. |              |
| Masse 7,45 g                                                                                              | Alliage 65 % Cu 23,2 % Ni 11,8 % Zn                                                                       | Diamètre 26,5 mm                                                                                                 | Épaisseur |              |
| Artiste(s) Kuzma Kovačić                                                                                  | Artiste(s) Kuzma Kovačić                                                                                  | Tranche | Tranche |              |
| Millésimes 1993 - 2022                                                                                    | | | |              |
| 5 kuna | | | |              |

#### Pièces commémoratives
Des pièces commémoratives circulantes ont été produites avec les valeurs faciales :
- 1 lipa
- 2 lipe
- 5 lipa
- 10 lipa
- 20 lipa
- 50 lipa
- 1 kuna
- 2 kuna
- 5 kuna
- 25 kuna

D'autres, destinées à la collection et non pas à la circulation ont été aussi produites, avec les valeurs faciales :
- 100 kuna (en argent)
- 150 kuna (en argent)
- 200 kuna (en argent, d'une once troy à 925 millièmes)
- 500 kuna (en or 986 millièmes, 3,5 grammes, un neuvième d'once troy)
- 1000 kuna (en or 986 millièmes, 7 grammes, deux neuvièmes d'once troy)